# Tolt River
Der Tolt River befindet sich im US-Bundesstaat Washington im westlichen Vorgebirge der Kaskadenkette. Der Fluss beginnt bei dem Zusammenfluss des North mit dem South Fork Tolt River. Er fließt meist südwestlich, um dann in der Nähe von Carnation in den Snoqualmie River zu münden.  Das Einzugsgebiet des Tolt River ist Teil des größeren Einzugsgebiets des Snohomish River, beziehungsweise des Puget Sound. Der Name „Tolt“ kommt von dem lushootseedischen Dorfnamen /túlq/.
Der South Fork Snohomish River bietet Trinkwasser für die Bewohner Seattles.